# Kaiping
Pour les articles homonymes, voir Kaiping (homonymie).
Kaiping (chinois simplifié : 开平市 ; chinois traditionnel : 開平市 ; pinyin : kāipíng shì) est une ville de la province chinoise du Guangdong. C'est une ville-district placée sous la juridiction de la ville-préfecture de Jiangmen. On y parle le dialecte de Kaiping du groupe de Siyi du Cantonais (ou Yue).

## Démographie
La population du district était de 697 395 habitants en 2010.

## Histoire
Kaiping située dans la région  de Jiangmen (agglomération de Guangzhou, province du Guangdong). Pendant le règne de la dynastie des Song du Nord, le village de Shagang Guzhou était le chef-lieu du comté de Xin'an. Dans le village de Guzhou, les briques de la porte du comté de Xin'an ont été déterrées. Celles-ci font partie des reliques culturelles du comté de Kaiping.

## Personnalités
- Wu Shangshi (chinois : 吴尚时) : géographe et éducateur chinois, maître de géographie à Lingnan. Diplômé du département d'anglais de l'Université Sun Yat-Sen en 1928, il part étudier en France et obtient en 1934 une maîtrise nationale. Wu Shangshi maîtrise l'anglais, le français et l'allemand. Il a découvert les « reliques de l'éclipse d'ancienne mer à sept étoiles dans une bande » dans le Guangdong et a expliqué l'érosion antique. Il y a écrit plus de 70 articles sur la traduction. Décédé en 1947.
- Luo Gongliu (chinois : 羅工柳) : célèbre peintre à l'huile
- Szeto Wah (chinois : 司徒華) : activiste social de Hong Kong, membre clandestin du parti communiste chinois
- Szutu Hong Pei (chinois : 司徒宏沛) (1907 – 1987) : Né dans la ville de Chikan, Kaiping, province du Guangdong,  il est l’un des fondateurs du Zhongshan Medical College de Guangzhou et un ancien du département de gestion des chemins de fer de l’Université Jiaotong de Shanghai[3].
- Amy Cheung (chinois : 張小嫺) ：écrivaine et réalisatrice de film de hong kong[pas clair].

## Architecture

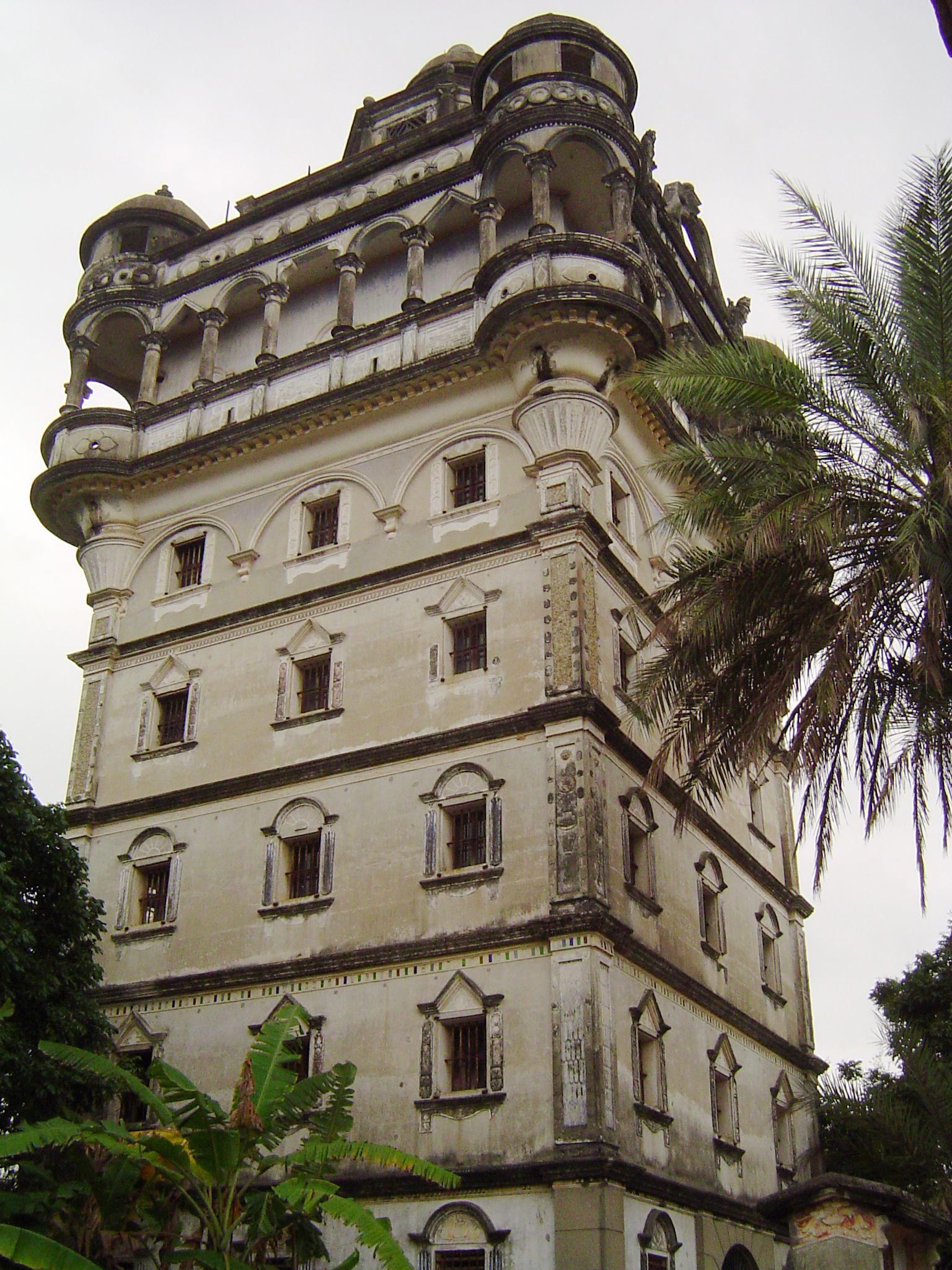
Tour de Rui Shi à Kaiping.

Les environs de Kaiping abritent plusieurs milliers de réalisations architecturales uniques et peu connues, construites par les migrants chinois de retour des États-Unis, du Canada et d'Australie au XIXe siècle. Sur plusieurs étages, ces forts (碉楼 diaolou) remplissaient les mêmes fonctions que les châteaux-forts médiévaux. Les diaolou et villages de Kaiping ont été inscrits sur la liste du patrimoine mondial en juin 2007.

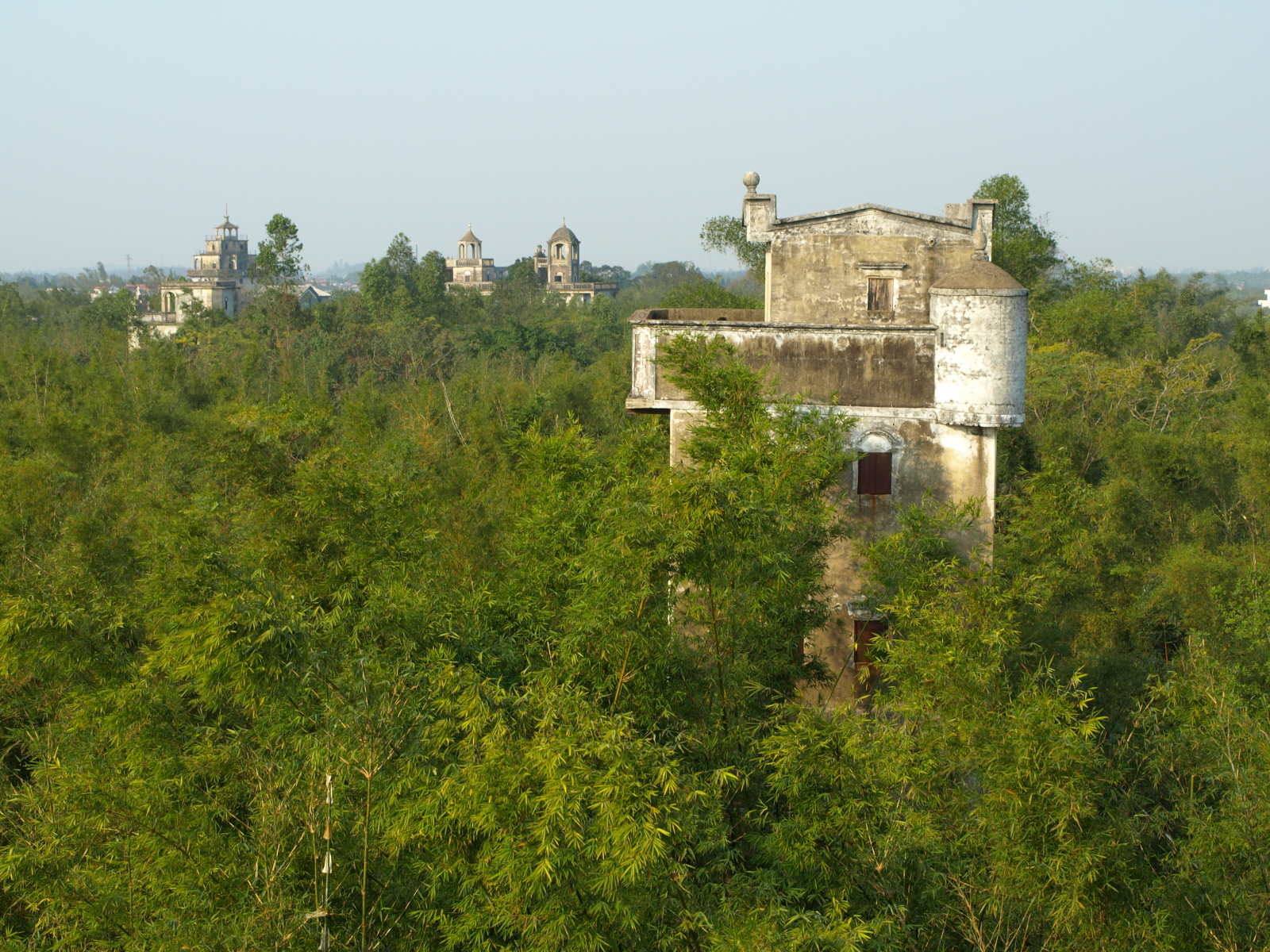
Diaolou

## Économie
C'est la plus ancienne ville houillère en Chine.